# 三股町立三股西小学校
三股町立三股西小学校（みまたちょうりつ みまたにししょうがっこう）は、宮崎県北諸県郡三股町花見原にある公立の小学校。

## 概要
歴史
1989年（平成元年）に三股町立三股小学校から分離される形で創立。2024年（令和6年）に創立35周年を迎えた。
校章
三本の円状の線で「三股」を表し、3人の人（左右は児童、中央は職員を象徴）を並べ、中央に「西」の文字を配している。
校歌
作詞は桑原徳次郎、作曲は女子分花子による。歌詞は3番まであり、各番の歌詞中に校名の「三股西」が登場する。
通学区域
三股町のうち、「今市、中原、下新馬場、稗田、東植木、西植木、花見原」。中学校区は三股町立三股中学校。

## 沿革
- 1989年（平成元年）
  - 4月1日 - 三股町立三股小学校から分離される形で「三股町立三股西小学校」（現校名）が新設される。
  - 4月22日 - 校章を制定。
- 2020年（令和元年）10月21日 - 創立30周年記念式典を挙行。

## 交通
最寄りの鉄道駅
- JR九州 日豊本線 「三股駅」

最寄りのバス停留所
- 三股コミュニティバス（くいまーる） 「三股西小学校入口」停留所

最寄りの幹線道路
- 宮崎県道108号財部庄内安久線

## 周辺
- エーデルワイス幼保園
- 花見原児童公園
- 年見川